# Vid ptica
Vid je najvažnije čulo kod ptica. One su veoma pokretne životinje i potrebne su im precizne informacije o njihovoj okolini dok lete i skaču sa mesta na mesto. Postoje mnoge sličnosti u strukturi i sposobnosti ljudskih i ptičjih očiju, ali postoje i razlike koje daju pticama značajnu prednost. Ove životinje imaju veliki broj adaptacija zbog kojih je njihov vid bolji od vida ostalih grupa kičmenjaka.
Mišići ptičjih očiju mogu da promene oblik sočiva brzo i u većoj meri nego kod sisara. One imaju najveće oči u odnosu na veličinu glave među kičmenjacima, a pokret im je ograničen kostima u oku. Anatomija oka je slična kao kod ostalih kičmenjaka, ali imaju strukturu zvanu pekten, koja je jedinstvena za ptice.
Ptice, kao i ribe, vodozemci i gmizavci imaju četiri tipa receptora za boju. Zato one imaju mogućnost da, pored onoga što ljudi mogu da vide, detektuju i ultraljubičastu svetlost (300-400 nm), a druga prilagođavanja im daju mogućnost da detektuju i magnetna polja. One takođe imaju više receptora za svetlost u mrežnjači nego sisari i više nervnih veza između receptora i mozga.
Vid različitih vrsta ptica se razlikuje, i svaki je prilagođen okruženju i načinu života same ptice.

## Anatomija oka
Ptičije oko se sastoji iz dva glavna dela (komore) koji su podeljeni sklerotičnom pločom (skup malih kostiju) i sočivom. Svaku komoru ispunjava bistra tečnost. Jedan kraj očnog mišića je pričvršćen za sklerotičnu ploču, a drugi kraj za sočivo i rožnjaču. Grčenjem i opuštanjem ovih mišića, oblik sočiva i rožnjače se menja, i ptica može da se fokusira na jedan objekat.
Dužica je tanak list mišića ispred sočiva, koji može da kontroliše količinu svetlosti koja ulazi u oko. Ona sadrži pigmente koji oku daju boju. Boje očiju ptica mogu biti: braon, crvena, bledo žuta, zelena i bledo plava. Otvor u dužici je zenica.
Beonjača je tvrd, beli sloj koji formira „beli“ deo oka i daje oku svoj oblik, a sudovnjača sadrži bogate zalihe krvi koje nose hranljive materije do oka.
Mrežnjača je unutrašnji sloj oka i ona sadrži gusto zbijene ćelije koje su osetljive na svetlost – čepiće i štapiće.
Žuta mrlja je tačka u kojoj su te ćelije najgušće i gde je slika najoštrija. Neke ptice imaju dvostruku žutu mrlju. Čepići su osetljivi na određene talasne dužine svetlosti – boje, danju, a štapići su specijalizovani za vid pri slabom svetlu i noću. Stoga, štapići su dominantni kod noćnih vrsta, a čepići kod dnevnih vrsta. Kod nekih vrsta, kao što su sokoli, drozdovi i crnoglavke, čepići su osetljivi na ultraljubičasto svetlo. Ovo je korisno za sokole u lociranju njihovog plena, uglavnom glodara. Urin koji njihov plen ostavi za sobom, sokoli vide kao ultraljubičastu svetlost (UV). Kod drozdova i crnoglavki, ovakav vid je koristan za prepoznavanje UV zraka koji se reflektuju u bobicama na jesen.
Pekten je jedinstven među pticama i reptilima, mada ornitolozi još ne razumeju njegovu svrhu. Ova struktura viri iz mrežnjače i ulazi u zadnju komoru. Bogata je krvlju. Jedna mogućnost je da dovodi hranljive sastojke i kiseonik do mrežnjače, pomažući sudovnjači u svojoj funkciji, zato što ptičja mrežnjača, za razliku od ljudske, ne sadrži krvne sudove.
Da bi zaštitile svoje oči, ptice imaju 3 kapka. To su normalan gornji i donji kapak i dodatni treći kapak. Gornji se zatvara kad trepću, a donji kad spavaju. Treći kapak, koji se još zove i trepćuća membrana, čini tanak sloj tkiva koji se zatvara dijagonalno preko oka, od unutrašnjosti ka spoljašnjosti. On čisti i štiti površinu oka.

## Percepcija svetlosti
Vid većine ptica je tetrahromatski, što znači da imaju četiri vrste čepića i njihov nivo apsorpcije je visok. Kod nekih ptica nivo apsorpcije je veoma visok, tako da mogu da vide i najkraće svetlosne talase – UV. Golubovi imaju dodatni pigment i stoga imaju pentahromatski vid. Ljudi imaju trihromatski vid, što znači da imaju 3 vrste čepića.
Do sada najzastupljeniji pigment čepića kod ptica je jodopsin, koji apsorbuje talasne dužine blizu 570 nm. Kod pingvina, ovaj pigment je spustio svoj nivo maksimalne apsorpcije na 543 nm, verovatno da bi se prilagodio na plavu vodenu sredinu.
Svaki čepić ptica i gmizavaca sadrži obojene kapljice ulja. One ne postoje kod sisara. Kapljice, koje sadrže visoku koncentraciju karotenoida (vitamina A), su postavljene tako da svetlost prolazi kroz njih pre nego što padne na vizuelni pigment. One deluju kao filtri, uklanjajući neke talasne dužine i sužavajući spektar apsorpcije pigmenata. Ovo smanjuje preklapanje pigmenata i povećava broj boja koje ptica može da prepozna. Poznato je 6 tipova kapljica ulja. Pet tipova sadrži mešavine karotenoida, koji apsorbuju različite talasne dužine i intenzitete, dok šesti ne sadrži pigmente. Karotenoidi apsorbuju talasne dužine od 400 do 550 nm.

## Pokreti
Ptice mogu da primete brze pokrete mnogo bolje nego ljudi. Jastreb može da juri pokretan plen kroz šumu i da izbegne grane i druge objekte. Takva jurnjava bi se ljudima činila zamućena. Ptice mogu detektovati i objekte koji se kreću sporo. Ljudi ne mogu da primete kretanje Sunca i sazvežđa, ali ptice mogu. To im pomaže u migracijama. Da bi dobile stabilne slike dok lete ili stoje na grani koja se ljulja, ptice drže glavu što stabilnije moguće zahvaljujući refleksima. Održavanje stabilne slike je veoma značajno za ptice grabljivice.

## Magnetna polja
Percepcija magnetnih polja kod ptica selica najverovatnije zavisi od svetlosti. One pomeraju glavu da bi detektovale orijentaciju magnetnog polja, a moguće je da mogu i da ga „vide“. Desno oko ptice selice sadrži protein osetljiv na svetlost – kriptohrom. Kriptohrom je ključni proteinski sastojak za geomagnetno opažanje. To je kao kompas za ptice.

## Vid
Binokularni vid je vid pri kojem se oba oka koriste zajedno. Takav vid imaju i ljudi. Njegova prednost je mogućnost preciznog određivanja udaljenosti, ali mana je u tome što obuhvata uzak vidokrug. Većina ptica ima binokularni vid. Grabljivice, kao što su jastrebovi i sove imaju posebno dobro razvijen binokularni vid, jer su njihove oči na prednjem delu glave. Monokularni vid je vid pri kome se oči koriste odvojeno. Malim pticama su oči obično postavljene sa strana da bi imale svestrani vid i da bi mogle videti opasnost sa svih strana, što je i prednost monokularnog vida. Njegova mana je što ne može najpreciznije da se odredi udaljenost.
Ptice, kao što su golubovi i vodene ptice, čije su oči postavljene sa strane, imaju veoma mali binokularni vid, te se oslanjaju na prividno kretanje između bliskih i udaljenih objekata da bi odredile daljinu. To je kao kada putujemo automobilom ili vozom – prizor najbliže nama izgleda zamućeno, dok prizor na horizontu deluje skoro nepokretan. Ovo može da objasni zašto vodene ptice brzo okreću glave dok stoje ili hodaju, dok golubovi pomeraju svoje napred – nazad. Vodene ptice imaju fleksibilna sočiva koja im omogućavaju prilagođavanje vida u vodi i u vazduhu. Oštrina vida je mogućnost razlikovanja finih detalja i relativna je funkcija. Vrapci, na primer, moraju biti u stanju da raspoznaju fina semena na zemlji, dok jastrebovi moraju biti u stanju da vide plen sa velikih visina. Da bi ovo postigle, ptice moraju imati velike oči, veće u odnosu na njihove glave nego mi. Na primer, čvorak ima 15 puta veće oči u odnosu na glavu nego ljudi. On je interesantan, jer dok kljuca zemlju, može da rotira oči napred, i pogleda duž kljuna kako bi našao plen, poboljšao svoj binokularni vid i precizno odredio daljinu. Oštrina vida većine ptica je tri puta bolja od naše, a u slučaju orla, pet puta. Tako da, ako mi možemo da vidimo vozačku dozvolu sa 20 metara daljine, orao može da je vidi sa 100 metara daljine.

## Vid ptica grabljivica
Vizuelna sposobnost ptica grabljivica je velika, a na nju utiču mnogi faktori. One imaju velike oči u odnosu na veličinu glave, 1,4 puta veće od proseka ptica iste težine. Oči su im u obliku cevi da bi se proizvela veća slika na mrežnjači. Njihova mrežnjača ima veliki broj receptora po kvadratnom milimetru, koji ogređuju oštrinu vida. Što više receptora ima životinja, to je sposobnost da razlikuje predmete u daljini veća. Mnoge ptice grabljivice imaju daleko više štapića i čepića od ljudi (soko ima 65000 po mm2, dok čovek ima 38000 po mm2) i to pruža ovim pticama spektakularan vid na daljinu. Mrežnjača može biti u obliku sočiva, što dodatno povećava gustinu receptora. Zbog ovih osobina, jastreb ima čak 6 do 8 puta bolji vid od čoveka.
Grabljivice koje imaju oči na prednjem delu glave, imaju binokularni vid, kome dodatno pomaže žuta mrlja. One imaju veoma dobru vizuelnu rezoluciju (soko može da vidi insekta dužine 2 milimetra sa visine od 18 metara), ali imaju manu u tome što im je vid slab pri slabom osvetljenju. Lešinarima, poput supova, ne treba tako oštar vid, tako da oni imaju samo jednu žutu mrlju sa oko 35000 receptora po mm2. Ptice grabljivice verovatno mogu da razlikuju boje kao ljudi, ali nemaju mogućnost da razlikuju polarnu svetlost.
Većina grabljivica ima prevoj koji se proteže iznad oka. Ta „obrva“ im daje njihov karakterističan pogled. Ona štiti oko od vetra, prašine i prekomerne svetlosti. Orao ribar nema ovaj prevoj, mada raspored perja oko njegovih očiju ima sličnu funkciju. On ima i tamno perje ispred očiju, koje verovatno služi da smanji odsjaj vode dok lovi ribe.

## Vid noćnih ptica grabljivica - sova
Sovina očna jabučica više liči na cev i to povećava fokusnu dužinu oka i daje joj teleskopski vid. Ona ima velike dužice koje mogu puno da rašire zenice i prikupe puno svetlosti. Obe ove adaptacije joj pomažu da primeti mali plen iz daleka i pri slabom svetlu. U potpunom mraku, sove kao što je šumska sova, oslanjaju se na svoj fantastičan sluh da bi locirale plen. Sove vide sto puta bolje nego čovek na velikim razdaljinama, posebno noću, ali ne mogu videti ništa bliže od 10 cm. Sovino oko poseduje malo ćelija koje su osetljive na boju, tako da većina sova vidi malo boja ili samo crno – belo.
Kako one imaju dobar noćni vid, često se misli da su slepe pri jakom svetlu. To nije tačno, zato što njihove zenice imaju širok spektar prilagođavanja. To im omogućava da prava količina svetlosti pogodi mrežnjaču. Neke vrste mogu čak videti bolje od ljudi pri jakom svetlu.
Poređenja radi, ljudi imaju vidno polje od 180º, od kojih je 140º binokularni vid. Šljuke imaju neverovatan vidokrug od 360º zato što su im oči postavljene sa strane. Međutim, manje od 10º tog vidokruga čini binokularni vid. Vidokrug sova je oko 110º. Od toga 70º čini binokularni vid.

## Vid vodenih ptica
Morske ptice, kao što su čigre i galebovi, koje se hrane na površini vode ili uranjanjem imaju crvene kapljice ulja na čepićima na mrežnjači. To poboljšava kontrast i zaoštrava vid na daljinu, posebno u maglovitim uslovima. Ptice koje love iznad vode moraju da isprave odsjaj vode kada se riba posmatra pod uglom. Male bele čaplje mogu da naprave korekcije koje su potrebne kada se hvata riba i najuspešnije su kada napadaju pod oštrim uglom i još je veći uspeh kada ribe ne mogu da primete svoje predatore.
Ptice koje love pod vodom imaju daleko manji broj kapljica ulja, ali one imaju posebno savitljiva sočiva. Ovo omogućava veću akomodaciju za dobar vid u vazduhu i u vodi. Vranci imaju veću savitljivost sočiva od svih ostalih ptica, ali se smatra da vodomar ima najbolji svestrani vid (u vazduhu i u vodi).
Morske ptice koje dolaze na obalu samo da bi se razmnožavale i provode većinu svog života lutajući blizu površine okeana, imaju dugu usku oblast vizuelne osetljivosti na mrežnjači. U ovom prostoru se nalaze delovi nervnih ćelija - ganglije, koje su ravnomerno raspoređene i veće su u odnosu na one u ostatku mrežnjače. One mogu ovim pticama da pomognu u detektovanju plena dok lete nisko iznad vode.

## Vid papagaja
Kao što ptice pevačice, golubovi i mnoge druge vrste ptica imaju oči sa strane, tako ih imaju i papagaji, što im omogućava veoma širok vidokrug. Zbog toga nema potrebe da pomeraju zenice gore – dole i levo – desno, kao mi. Još jedna razlika između očiju ljudi i papagaja je to da čovek prosečno trepne 15 puta u minuti, dok papagaji to rade nekoliko puta ređe. Oni ne vide noću i imaju približno isti broj čepića i štapića kao ljudi. Papagajima su boje i oštar vid veoma važni u prepoznavanju opasnosti, izboru partnera i hrane. Za to su odgovorni čepići. Većina papagaja ima tetrahromatski vid, a neki imaju čak i pentahromatski vid, što im omogućava fantastično prepoznavanje boja. Oni mogu da vide i UV i infracrvenu svetlost, koje mi ne možemo. Dobro prepoznavanje boja im je važno zbog pronalaženja hrane (insekata, bobica, semenki). Crveni cvet mogu da vide čak sa udaljenosti od 1,5 km.

## Literatura
- Burton, Robert (1985). Bird Behaviour. London: Granada Publishing. ISBN 978-0-246-12440-1.
- Sinclair, Sandra (1985). How Animals See: Other Visions of Our World. Beckenham, Kent: Croom Helm. ISBN 978-0-7099-3336-6.
- Sturkie, P. D. (1998). Sturkie's Avian Physiology. 5th Edition. Academic Press, San Diego. ISBN 978-0-12-747605-6. OCLC 162128712 191850007 43947653.
- Ziegler, Harris Philip (1993).  Bischof, Hans-Joachim, ур. Vision, Brain, and Behavior in Birds: A comparative review. MIT Press. ISBN 978-0-262-24036-9. OCLC 27727176.

## Spoljašnje veze
- Kako papige vide i zašto im je potrebna dnevna svjetlost